# 阿里·阿斯加爾·伊本·侯賽因
阿卜杜勒·阿里·阿斯加爾·伊本·侯賽因（阿拉伯语：‎、波斯語：‎、拉丁化：Ali al-Asghar ibn Husayn；伊斯蘭曆61年4月（公曆680年3月或4月）－伊斯蘭曆61年10月（公曆680年9月））是侯賽因（伊斯蘭教先知穆罕默德的孫兒、第三任什葉派伊瑪目）和魯芭卜（Rubab，卡伊斯部落酋長的女兒）的孻子。他被穆斯林奉為卡爾巴拉戰役最年輕的殉道者。

## 生平
阿卜杜勒·阿里·阿斯加爾·伊本·侯賽因在麥地那出生，他是侯賽因的三名兒子之一，另外兩名兒子分別是第四位什葉派伊瑪目宰因·阿比丁及同樣在卡爾巴拉戰役被耶齊德一世的軍隊所殺。薩金娜·賓特·侯賽因（Sakinah bint Husayn）、法蒂瑪·蘇格拉·賓特·侯賽因（Fatema Sugra bint Husayn）及蘇凱娜·賓特·侯賽因（Sukayna bint Husayn）則是他的姐妹。侯賽因在卡爾巴拉戰役裡帶著缺水的阿里·阿斯加爾向敵軍請求給予食水，箭矢刺破了阿里·阿斯加爾的喉嚨，導致他的死亡。
阿里·阿斯加爾逝世時年僅6個月，死亡當天被定為阿舒拉節。

## 尊崇
阿里·阿斯加爾與哥哥阿里·阿克巴爾和父親侯賽因一起葬在伊拉克卡爾巴拉，卡爾巴拉是當今全球最多人到訪的聖地。穆哈拉姆月的儀式和慶典將阿里·阿斯加爾描繪為飽受缺水煎熬的無辜兒童。《殉道者的天堂》花了不少篇章向他致哀，伊朗伊斯蘭議會的台上置放了嬰兒的搖籃，向他以表敬意。民間傳說也有描述阿里·阿斯加爾。
現代政治也受到阿里·阿斯加爾的殉難故事影響。伊朗革命領袖阿亞圖拉霍梅尼在1963年6月3日於庫姆的神學院演說時特別提到阿里·阿斯加爾，以比較倭馬亞王朝在卡爾巴拉的行為和沙阿實施的政策。他指出阿里·阿斯加爾並沒有招惹耶齊德一世，正如在當時被巴列維政權所殺的一名18歲神學院學生也沒有反抗沙阿和他的政府，因此也不應該被殺。

## 註腳
1. ↑  Yarshater 2004，第498頁
2. ↑  Halm 2007，第62頁
3. ↑  Deen 2007，第24-25頁
4. ↑  Meri 2005，第339頁
5. ↑  Saha 2004，第103頁